# Griffeltavla

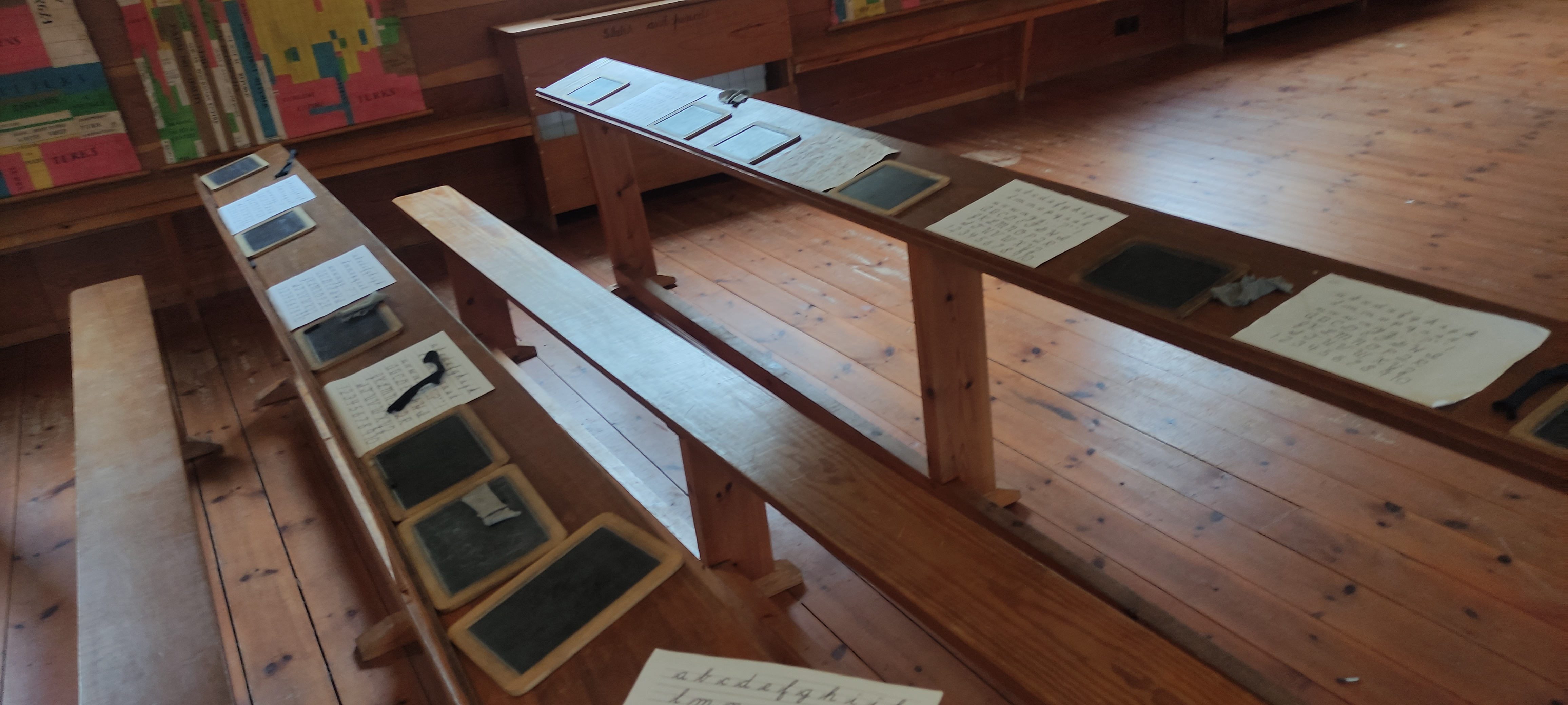
Griffeltavlor och kritor på New Lanark School i Skottland

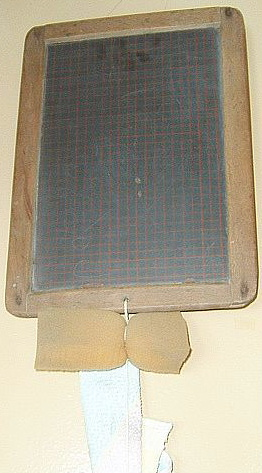
Griffeltavla med svamp.

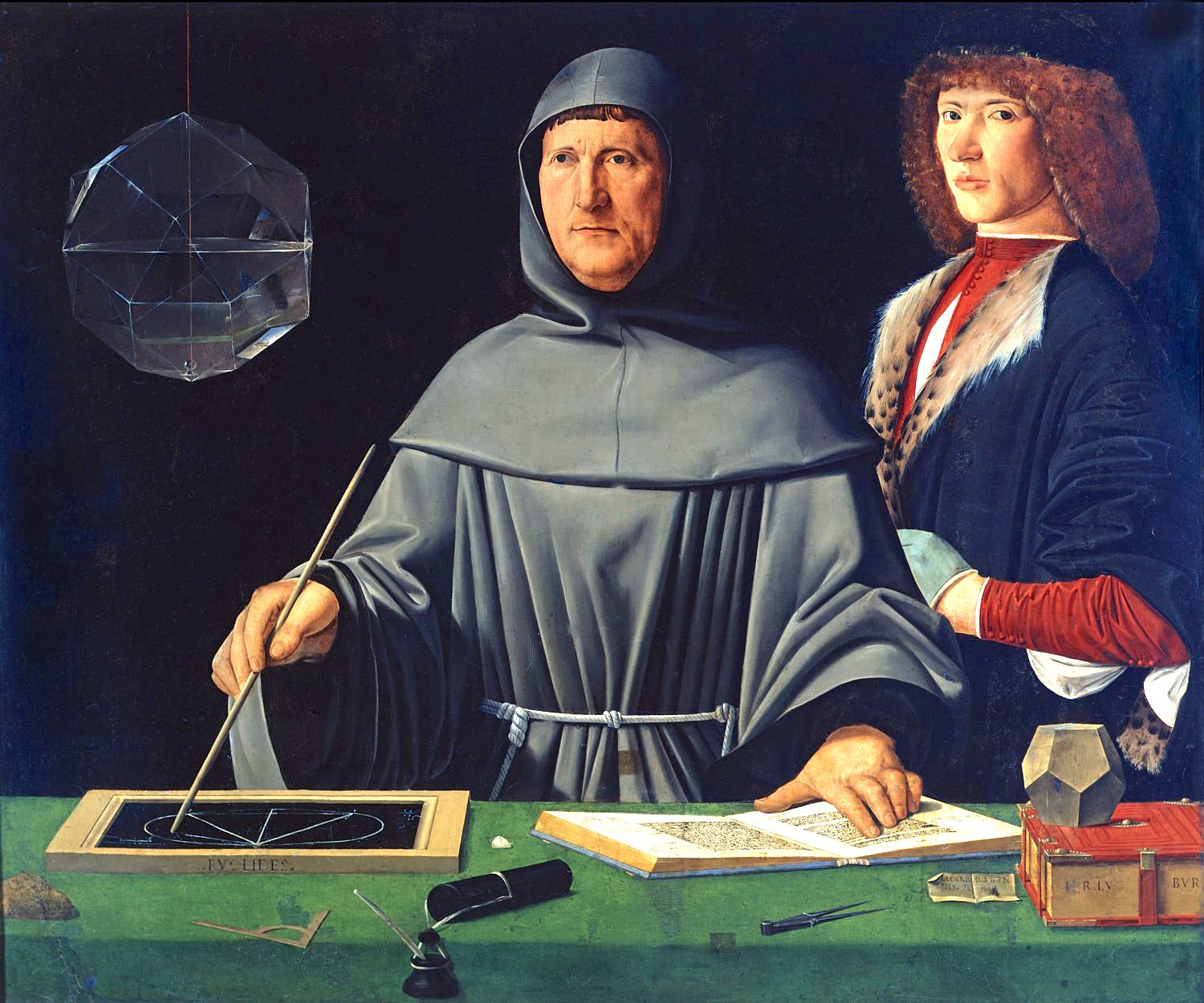
Pacioli använder griffeltavla.

Griffeltavlor är en typ av skrivdon. Det är en personlig föregångare till svarta tavlan, ursprungligen gjord av svart skiffer och avsedd att skrivas på med antingen en griffel eller krita. Det skrivna kunde lätt suddas ut med en hartass (liksom på svarta tavlan) eller en svamp.
Griffeltavlan har sina föregångare i sand- och lertavlor.